# Kościół Wszystkich Świętych we Wrocławiu (Ołbin)
Kościół Wszystkich Świętych – kościół, który znajdował się we Wrocławiu na terenie Klasztoru ołbińskiego. Zburzony wraz z klasztorem w 1529 roku.

## Historia
Pierwsza wzmianka o kościele pochodzi z 1253 roku. Zapewne po przekazaniu im kościoła św. Michała w 1139 roku. Parafie nie były zbyt dokładnie rozgraniczone i często kończyło się to sporami. Kościół zniszczony w 1461 roku, został odbudowany w 1467 roku. Zburzony został w 1529 roku razem z klasztorem.